# Bollodingen
Bollodingen is een plaats en voormalige gemeente in het Zwitserse kanton Bern en maakt deel uit van het district Oberaargau en sinds 1 januari 2011 van de gemeente Bettenhausen.
- Gemeinsame Normdatei: 4533132-7
- Historisch woordenboek van Zwitserland: 000560
- Virtual International Authority File: 241861077